# 노영 필 아미타여래구존도·고려 태조 담무갈보살 예배도
노영 필 아미타여래구존도·고려 태조 담무갈보살 예배도(魯英 筆 阿彌陀如來九尊圖·高麗 太祖 曇無竭菩薩 禮拜圖)는 서울특별시 용산구, 국립중앙박물관에 있는 고려시대의 불화이다. 2015년 12월 31일 대한민국의 보물로 지정 예고를 거쳐, 2016년 2월 22일 보물로 지정되었다.

## 개요
이 작품은 1307년 작가 노영(魯英)이 흑칠한 나무바탕 위에 금니로 그린 금선묘(金線描) 불화이다. 노영은 1327년에 강화도 선원사 비로전 벽화와 단청을 그릴 때 반두(班頭, 그 항렬의 우두머리)로 활약했던 화가로도 유명하다. 정면에는 아미타여래를 중심으로 팔대보살을 표현하였고, 뒷면에는 고려 태조가 금강산 배재(拜岾, 절고개)에서 담무갈보살에게 예경하였다는 이야기를 그렸다. 특히 고려 태조의 배재 이야기는 금강산 신앙과 깊은 관련이 있어, 당시 크게 유행했던 금강산 신앙의 일단면을 엿볼 수 있다. 바닥면에는 두 개의 촉을 달아 받침대에 꽂아 앞뒤의 불화를 예배할 수 있도록 만들었다.
정면에 표현된 아미타여래팔대보살도는 엄격한 상하 2단 구도, 섬세하고 우아한 귀족적인 인물표현과 유려한 선묘, 단아한 형태미를 기반으로 하는 고려불화의 특징을 잘 담고 있다. 후면의 고려 태조의 금강산 배재 장면에서는 뚜렷한 윤곽선, 치형돌기(齒形突起), 침형세수(針形細樹) 등의 세부표현 기법에서 북송대 이곽파(李郭派) 화풍을 반영하고 있어 일반회화 작품이 거의 없는 고려시대 산수화풍을 읽을 수 있어 중요하다. 더욱이 수직준으로 표현된 금강산의 웅장하고 신비로운 모습은 조선 후기 겸재 정선의 〈금강산도〉와 직·간접적으로 연결되고 있다는 점에서도 중요한 의의를 갖는다.

## 같이 보기
- 노영

## 참고 자료
- 노영 필 아미타여래구존도·고려 태조 담무갈보살 예배도 - 국가유산청 국가유산포털